# 주디스 앤더슨
주디스 앤더슨(Judith Anderson, AC, DBE, 1897년 2월 10일 ~ 1992년 1월 3일)은 오스트레일리아에서 태어나 영국에서 주로 활동한 배우이다.

## 출연작 목록
- 레베카 (1940) - 댄버스 부인 역
- 그리고 아무도 없었다 (1945) - 에밀리 브렌트 역
- 추적 (1947) - 캘럼 부인 역
- 레드 하우스 (1947) - 엘런 모건 역
- 십계 (1956) - 멤네트 역
- 뜨거운 양철 지붕 위의 고양이 (1958)
- 말이라 불리운 사나이 (1970)